# ناصر صبوری
در حال حاضر ساکن کالیفرنیاست.
ناصر صبوری خواننده پاپ در سال ۱۳۲۱ درمشهد به دنیا آمد. او با خواندن آلبوم دختر همسایه به شهرت رسید.

## زندگی
«ناصر صبوری» معروف به ناصر از دوران نوجوانی به موسیقی علاقه‌مند شد؛ او در کنار تحصیل در دبیرستان، به آموختن موسیقی در «هنرستان عالی موسیقی» نیز مشغول شد؛ و پس از مدتی عضو «تالار رودکی» شده و به استخدام اداره فرهنگ و هنر آن زمان درآمد.
ناصر صبوری در شانزده سالگی در مسابقات هنری دبیرستان‌ها شرکت نموده و جایزهٔ نخست (طلا) را به خود اختصاص داد. همین باعث شد به رادیو ایران راه پیدا کند و در آغاز با برنامه‌های «جوانان» شروع به کار کرد.
ناصر با این‌که در آن دوران بسیار محبوب شده بود و ترانه‌هایی چون «دختر همسایه»، «تو دروغاتم قشنگه» و «فقط عشقه که میمونه» که جزو صفحات پرفروش آن‌زمان شده بود را اجرا کرد، به فعالیت‌اش در رادیو و تلویزیون ادامه نداد.
ناصر صبوری در کالیفرنیا زندگی می‌کند و در سال‌های اخیر ترانه‌ای به یاد «ندا آقا سلطان» اجرا کرده و قرار است برای سهراب نیز «سهراب‌ها» را در قالب تک آهنگ منتشر کند.

## آلبوم دختر همسایه[۷]
- دختر همسایه
- فقط عشقه که میمونه
- تو دروغاتم قشنگه (شعر: ایرج جنتی عطایی آهنگساز: بابک بیات)
- گوهر شب چراغ
- توچشات کار کجاست.
- هدیه خواستگاری
- طلسم
- آسمان آسمان
- همدم یار
- چشم میشی
- شاید اینجا برنگردم
- عاشق پیر زمون

## تک آهنگها
- فاطی جان
- ماه جبین
- گل نیلوفر
- شیطنت
- ندا